# Giacinto Ferrero-Fieschi
Guido Giacinto Ferrero-Fieschi di Masserano ((ES) Jacinto Ferrero Fieschi y de Saboya, conde de Bena; Biella, 14 maggio 1693 – Madrid, 23 febbraio 1750) è stato un ammiraglio, diplomatico e nobile italiano naturalizzato spagnolo.

## Biografia
Nato il 14 maggio 1693, Giacinto apparteneva al ramo Ferrero-Fieschi, famiglia illustre della nobiltà piemontese: era il figlio quartogenito del principe di Masserano Carlo Besso, e di Cristina Ippolita di Savoia-Bresse, figlia naturale del duca Carlo Emanuele II. Ricevette sin da piccolo un'ottima istruzione avendo come precettore il gesuita Ignazio Guarini e ottenne il titolo di conte di Benna.
Successivamente si trasferì assieme al fratello Vittorio Amedeo in Spagna entrando al servizio della corte dei Borbone come militare, grazie alla stretta parentela (entrambi erano cugini di Maria Luisa di Savoia, regina consorte di Spagna). Le prime battaglie a cui prese parte furono proprio in Italia, durante la guerra di successione spagnola, e dopo il secondo matrimonio di Filippo V e Elisabetta Farnese con cui si generò il ramo dei Borbone-Parma.

### La carriera militare
Entrato nell'Armada Española, effettuò diverse navigazioni verso le colonie spagnole americane, come le Isole Falkland e il Perù. Fu promosso a capitano di fregata il 16 dicembre 1724 e si recò a Cartagena al comando dell'Aurora con la quale navigò nel Mediterraneo, dopo la creazione dei dipartimenti marittimi da parte di Giuseppe Patino. Al comando della Santa Teresa prese parte alla conquista spagnola di Orano del 1732, guidando la flotta assieme a Juan José Navarro, col grado di capitano di vascello. Nonostante il successo della campagna fu necessario il rinforzo di sei navi da guerra da Barcellona, al suo comando. Con questo contingente si poté  assicurare la conquista di Orano. Nel 1733 si occupò di scortare il trasporto di mercurio verso la Nuova Spagna, con due tre navi salpate da Cadice e giunte a destinazione dopo varie complicanze, con la soddisfazione del viceré Juan de Acuña y Bejarano.

### La carriera diplomatica
Dopo altre parentesi militari, fu nominato ministro plenipotenziario in Russia. Riuscì ad ottenere l'auspicata promozione a tenente generale prima di partire verso San Pietroburgo, per adempire al suo incarico: ma questo non avvenne poiché gli fu ordinato di restare a Parigi, dove rimase per diversi anni.
Nel 1744, Guido Giacinto sostituì Cristóbal Portocarrero ad interim (che aveva firmato il trattato di Nymphenburg), come ministro plenipotenziario presso l'imperatore, si reca a Francoforte il 10 maggio. Con la morte dell'imperatore Carlo VII di Baviera, fu inviato in Polonia presso il re ed elettore Augusto III, per trovare una conciliazione col re di Prussia Federico II. Dopo la morte di Filippo V e la pace di Aquisgrana, il marchese di Ensenada Zenón de Somodevilla, lo richiama in Spagna il 18 novembre 1748, per concedergli il nuovo grado di governatore generale dell'armada, creato per lui, quando ancora era in Polonia. Durante il viaggio di ritorno si fermò in diverse tappe, tra cui l'elettorato, dove Augusto III gli concesse l'Aquila bianca.
Morì celibe il 23 febbraio 1750 e chiese di essere tumulato nel Collegio gesuita di Madrid, accanto al fratello Vittorio Amedeo. L'unico erede fu proprio l'amico marchese di Ensenada. Juan José Navarro gli successe come capitano generale dell'Armada.